# گلیسوکسپید
گلیسوکسپید (به انگلیسی: Glisoxepide) با فرمول شیمیایی C20H27N5O5S یک ترکیب شیمیایی با شناسه پاب‌کم 32778 است. که جرم مولی آن ۴۴۹٫۵۲۳۸۸ گرم بر مول می‌باشد. 